# Chebel Citizens SC
Der Chebel Citizens Sport Club ist ein mauritischer Fußballverein aus der Stadt Beau Bassin-Rose Hill. Aktuell spielt der Verein in der ersten Liga.

## Geschichte
Die Saison 2022/23 feierte der Verein den Gewinn der Zweitligameisterschaft sowie den Aufstieg in die erste Liga.

## Stadion
Seine Heimspiele trägt der Verein in Beau Bassin-Rose Hill im 6500 Zuschauer fassenden Sir Gaëtan Duval Stadium aus.

## Erfolge
- Mauritischer Zweitligameister: 2022/23  ▲